# David Dixon Porter

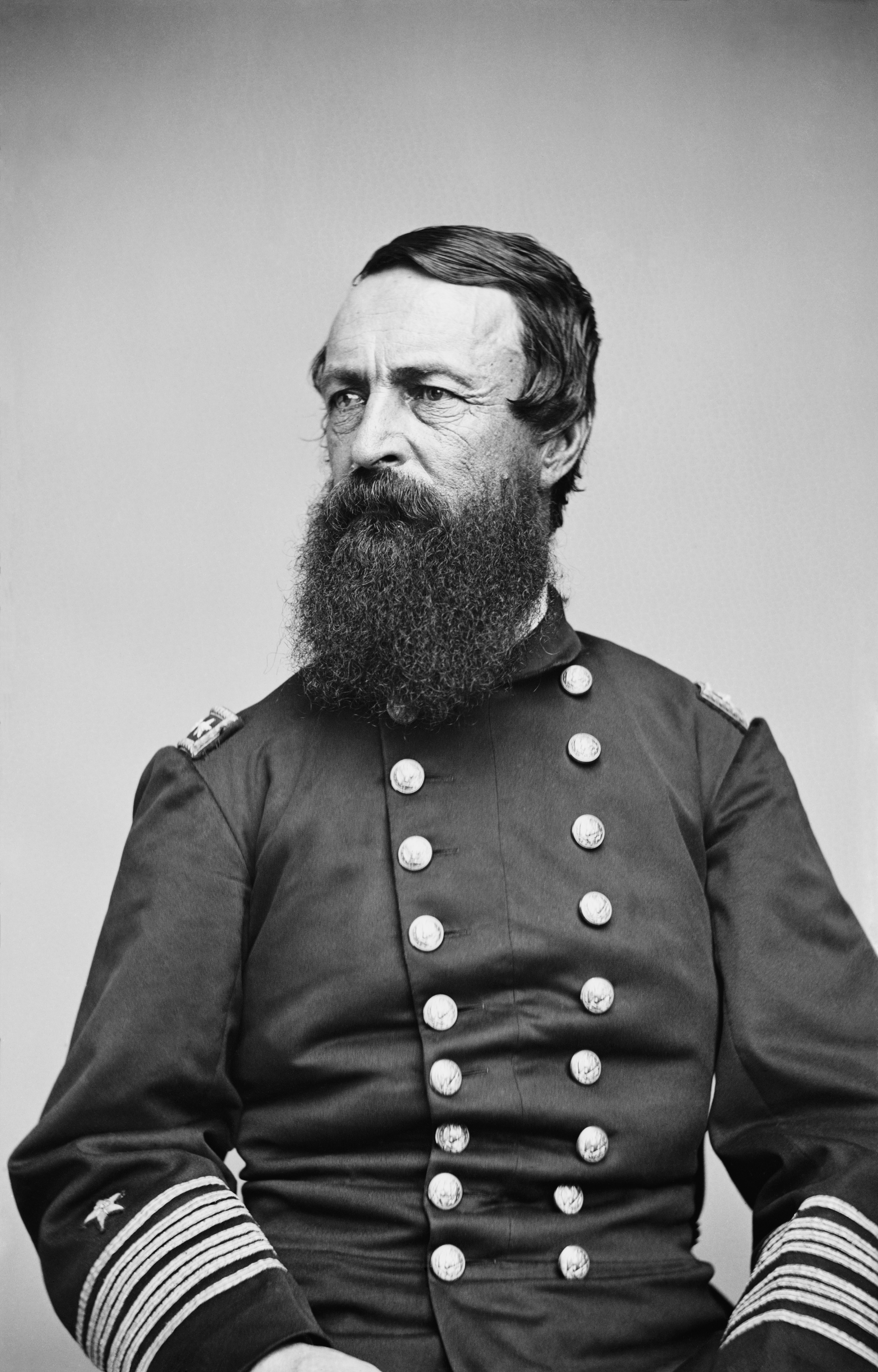
David Dixon Porter (1860)

David Dixon Porter (* 8. Juni 1813 in Chester, Pennsylvania; † 13. Februar 1891 in Washington, D.C.) war ein amerikanischer Admiral.

## Leben
Porter trat 1827 unter dem Kommando seines Vaters David Porter, der Admiral der mexikanischen Flotte war, in die Dienste Mexikos, machte als Midshipman im selben Jahr den denkwürdigen Angriff der Brigg Guerrero auf die spanische Fregatte La Lealtad mit, trat 1829 in die Streitkräfte der Vereinigten Staaten und leistete diesen gegen Mexiko, insbesondere aber im Sezessionskrieg große Dienste, indem er Handelsschiffe in kürzester Zeit durch entsprechende Panzerung der Schiffswände zu Kriegsschiffen und Kanonenbooten umwandeln ließ.
Porter unterstützte seinen Stiefbruder David Glasgow Farragut bei den Unternehmungen gegen New Orleans und Vicksburg und erhielt 1864 den Oberbefehl der Flotte auf dem Mississippi River. Bereits 1866 zum Vizeadmiral ernannt, erhielt Porter nach Farraguts Tod 1870 die Stelle eines Admirals der Union. Zwischen dem 9. September 1865 und dem 1. Dezember 1869 leitete er die United States Naval Academy. 

## Ehrungen
- Fünf Schiffe der United States Navy erhielten ihm und seinem Vater zu Ehren den Namen USS Porter.
- In der Historischen Rangordnung der höchsten Offiziere der Vereinigten Staaten wird er auf dem hohen achten Rang geführt.